# Reformierte Kirche Hausen am Albis

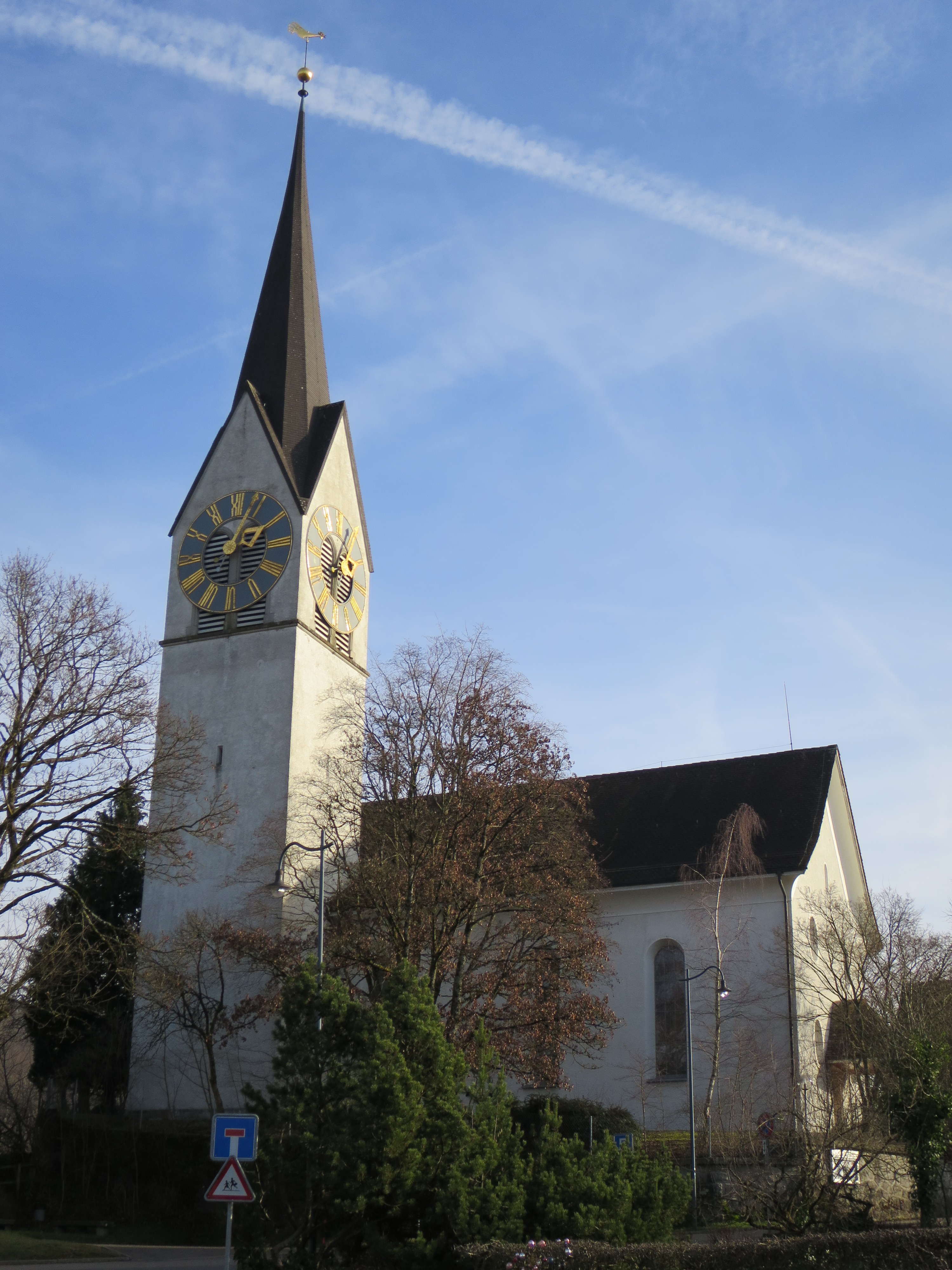
Kirche Hausen von aussen

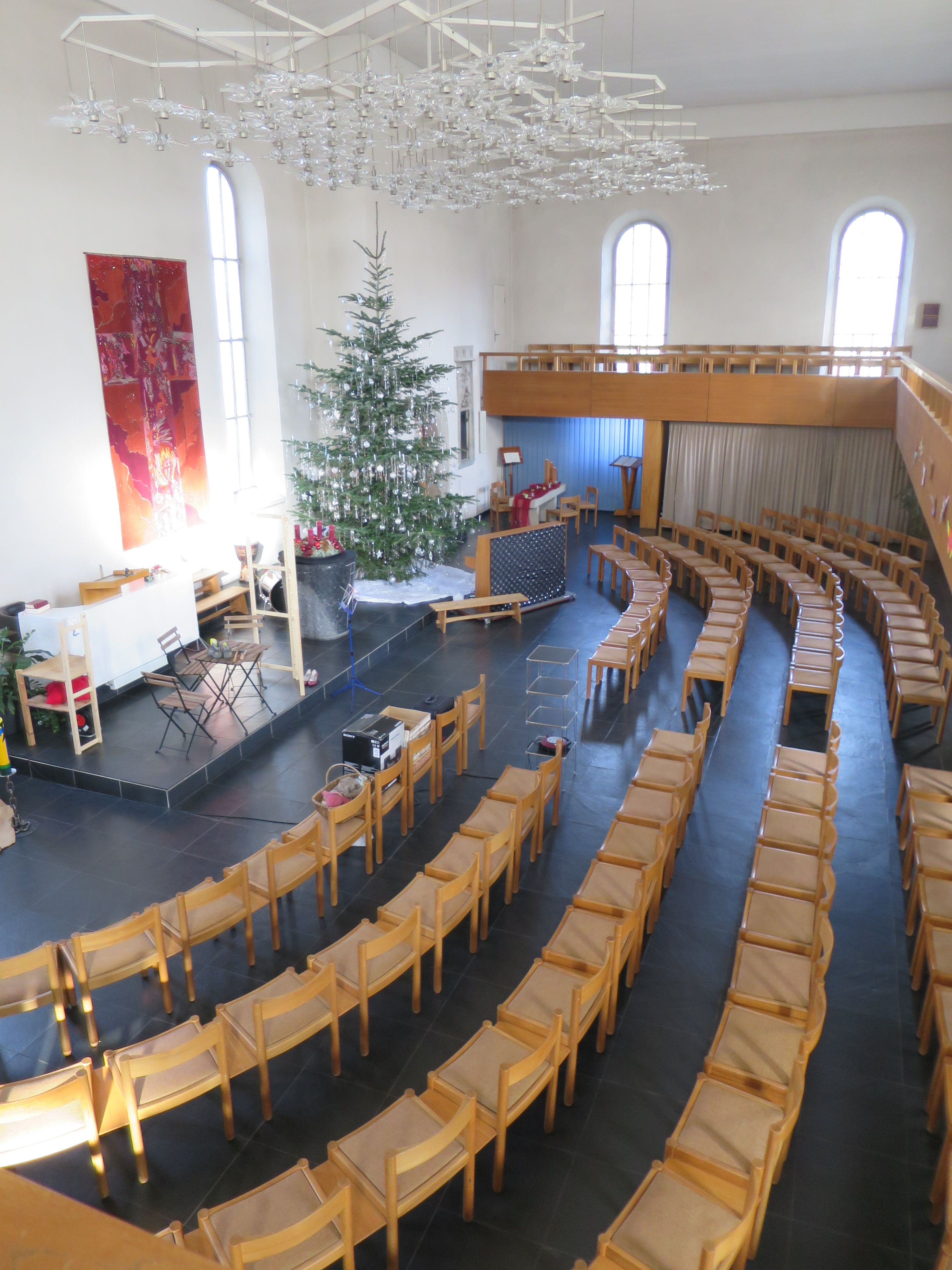
Innenraum der Kirche Hausen am Albis

Die reformierte Kirche Hausen ist ein Kirchengebäude in der Gemeinde Hausen am Albis im Kanton Zürich.

## Geschichte und Baugeschichte
Bereits im frühen 13. Jahrhundert hat in Hausen eine romanische Kapelle bestanden. Eine Urkunde des Zisterzienserklosters Kappel von 1235 lässt sogar auf die Existenz eines kleinen Schwesternhauses schliessen. Bei archäologischen Untersuchungen konnten sowohl die Grundmauern der romanischen Kirche wie auch eines gotischen Neubaus von 1494 gesichert werden. Von diesem Neubau ist bis heute der Turmstumpf erhalten geblieben. 1751 wurde ein dritter, wiederum grösserer Neubau im Barockstil nach Plänen von David Morf realisiert, der Teile des gotischen Vorgängerbaus miteinbezog. Der Innenraum war als längsgerichtete Saalkirche angelegt. 1905 folgten neugotische Umbauten durch Paul Kuder. Erst 1969 wurde die Kirche zum Querraum umgestaltet.

## Baubeschreibung

### Äusseres
Das Gotteshaus verfügt über einen Uhr- und Glockenturm mit Spitzturmhelm und markanten Zifferblättern. Die schlichten Fassaden werden durch Rundbogenfenster und einfache Vorzeichen geprägt.

### Innenraum
Der Innenraum ist auf die Liturgiezone mit Kanzel und Taufstein ausgerichtet. Die U-förmige Empore greift in postmoderner Variation das barocke Schema der Kirche Zurzach auf. Auf der Südwestempore befindet sich die Orgel. Auffallende Elemente der Innenraumgestaltung sind der Wandteppich von Lissy Funk aus dem Jahr 1973 sowie das Leuchtkörpersystem an der Decke. Das kunsthistorisch herausragende Objekt des Innenraums ist das spätgotische Sakramentshäuschen mit Masswerk-Ornamentik, das in die Turmmauer eingelassen ist.